# Jane Patterson
Jane Patterson (ur. 22 lipca 1960 w Priddis) – kanadyjska judoczka. Olimpijka z Barcelony 1992, gdzie zajęła trzynaste miejsce w wadze ciężkiej.
Uczestniczka mistrzostw świata w 1987, 1991 i 1993. Startowała w Pucharze Świata w latach 1989 i 1991–1993. Brązowa medalistka igrzysk panamerykańskich w 1991. Wicemistrzyni panamerykańska w 1990; trzecia w  1988. Druga na Igrzyskach Wspólnoty Narodów w 1990. Trzecia na igrzyskach frankofońskich w 1989. Siedmiokrotna medalistka mistrzostw Kanady w latach 1987-1994.

## Letnie Igrzyska Olimpijskie 1992
| Konkurencja | Eliminacje              | Repasaże                | Klas. końcowa |
| Konkurencja | Przeciwnik I            | Przeciwnik I            | Miejsce       |
| ----------- | ----------------------- | ----------------------- | ------------- |
| +72 kg      | Natalina Lupino (FRA) P | Nilmarí Santini (PUR) P | 13.           |